# Eustomias acinosus
Eustomias acinosus és una espècie de peix de la família dels estòmids i de l'ordre dels estomiformes.

## Morfologia
- Els mascles poden assolir 18,5 cm de longitud total.[3][4]

## Alimentació
Menja peixos.

## Hàbitat
És un peix marí i d'aigües tropicals.

## Distribució geogràfica
Es troba a l'est de Bermuda i al Golf de Mèxic.